# Управление по безопасности и охране труда при добыче полезных ископаемых
Это управление входит в состав Министерства труда США, и на основании Федерального закона о безопасности и охране труда при добыче полезных ископаемых 1977 года (Federal Mine Safety and Health Act) обеспечивает контроль за выполнением требований, обязательных для выполнения стандартов по охране труда и технике безопасности, разработанных для предотвращения несчастных случаев со смертельным исходом, снижения частоты и степени тяжести несчастных случаев без смертельного исхода, уменьшения воздействия на рабочих вредных производственных факторов и создания более безопасных и здоровых условий труда при добыче полезных ископаемых. Управление выполняет эти задачи, поставленные законом о безопасности и охране труда при добыче полезных ископаемых 1977 года, в отношении всех предприятий США, занимающихся добычей и обогащением полезных ископаемых — вне зависимости от их размера, количества сотрудников или используемых технологий. Сейчас Управление возглавляет Джо Мэйн (Joe Main), и в нём работает около тысячи человек.

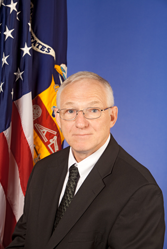
Джо Мэйн, руководитель Управления по безопасности и охране труда при добыче полезных ископаемых

Управление состоит из нескольких отделов. Отдел, занимающийся безопасностью и охраной труда при добыче угля, состоит из 12 (территориальных) подразделений, которые охватывают добычу угля в разных регионах США. Отдел, занимающийся безопасностью и охраной труда при добыче металлов и неметаллов, охватывает шесть регионов США.

## История

### Первые законы, регулирующие условия работы при добыче полезных ископаемых
В 1891 году Конгресс принял первый федеральный закон, регулирующий безопасность при добыче полезных ископаемых. Закон 1891 года был достаточно ограниченным — он применялся только на шахтах США, устанавливал требования к вентиляции шахт и запрещал использование труда детей моложе 12 лет.
В 1910 году Конгресс учредил Горное бюро (Bureau of Mines), которое входило в состав Министерства внутренних дел (Department of the Interior). Горное бюро отвечало за проведение исследований и за уменьшение (количества) несчастных случаев при добыче угля, но до 1941 года оно не имело права проводить проверки. Также Горное бюро сертифицировало респираторы и разработало стандарт с требованиями к ним, в котором указывались коэффициенты защиты. В 1941 году Конгресс санкционировал разработку первого кодекса федеральных законов с требованиями к безопасности и охране труда на шахтах. В 1947 году Конгресс  санкционировал разработку первого Кодекса федеральных правил по безопасности при добыче полезных ископаемых.
Федеральный закон о безопасности и охране труда при добыче угля 1952 года (Federal Coal Mine Safety Act) предусматривал проведение ежегодных проверок некоторых шахт и дал Горному бюро некоторые полномочия для обеспечения выполнения требований, в том числе дал право оформлять уведомления о нарушениях (violation notices) и предписания о немедленном прекращении работ в опасной ситуации (imminent danger withdrawal orders).
Также Закон 1952 года дал полномочия для оценки размера административных штрафов в отношении работодателя за невыполнение предписаний или за отказ в предоставлении инспектору допуска на предприятие. Но никаких положений о денежных штрафах за несоблюдение требований безопасности не было. В 1966 году Конгресс распространил действие Закона 1952 года на все угольные шахты.
До 1966 года — когда был принят федеральный Закон о безопасности при добыче металлических и неметаллических полезных ископаемых (Federal Metal and Nonmetallic Mine Safety Act of 1966) — в США не было ни одного федерального закона, который напрямую регулировал бы охрану труда на не-угольных шахтах.
Закон 1966 года предусматривал разработку стандартов по безопасности и охране труда, многие из которых были не обязательными для выполнения, проведение проверок и исследований, но полномочия по принуждению работодателя к выполнению требований были минимальны.

### Закон о безопасности и охране труда при добыче угля
Закон о безопасности и охране труда при добыче угля 1969г Coal Mine Safety and Health Act of 1969 был более подробным и содержал более строгие требования, чем любой принятый ранее. Этот закон охватывал добычу угля открытым и подземным способами, требовал проводить две ежегодные проверки при добыче открытым способом и четыре - при подземном способе, и сильно увеличил полномочия федеральных (органов) при обнаружении нарушений законодательства. Также закон требовал штрафовать за все нарушения, и вводил уголовную ответственность за умышленные нарушения. Стандарты по безопасности для всех угольных шахт стали строже, и были приняты санитарно-гигиенические стандарты. Закон определил конкретные методов разработки улучшенных стандартов по безопасности и охране труда, и обязал выплачивать компенсации тем шахтёрам, которые заболели пневмокониозом и стали полностью и необратимо нетрудоспособны из-за вдыхания мелкодисперсной угольной пыли.
В 1973г Министерство внутренних дел США создало у себя подразделение Mining Enforcement and Safety Administration, которое отдельно от Горного бюро стало органом исполнительной власти (из-за опасения возникновения конфликта интересов между требованиями обеспечить безопасность при добыче полезных ископаемых и обязанностями Горного бюро обеспечить добычу полезных ископаемых. Эти функции (исполнительной власти) позднее перешли к MSHA - в 1978г.

### Закон о безопасности и охране труда при добыче полезных ископаемых, и создание Управления
Позднее Конгресс принял Закон о безопасности и охране труда при добыче угля 1977 года (Federal Mine Safety and Health Act), и этот закон сейчас регулирует работу Управления (MSHA). Этот Закон отличался от Закона 1969 по ряду важных моментов и объединил все имевшиеся федеральные требования по безопасности и охране труда, относящиеся к добыче угля и других полезных ископаемых, в одну государственную систему. Этот закон расширил и укрепил права шахтёров, а также усилил защиту шахтёров от нарушения их прав. После принятия Закона число несчастных случаев со смертельным исходом резко сократилось — с 272 в 1977 году до 38 к 2013 году. В соответствии с этим законом было создано Управление, а полномочия по надзору были переданы Министерству труда. Кроме того, в соответствии с Законом, была создана независимая Федеральная комиссия по надзору за безопасностью и здоровьем на шахтах (Federal Mine Safety and Health Review Commission), которая проводила независимую проверку большинства действий Управления, направленных на обеспечение выполнения требований.
В 2006 году Конгресс принял новый закон (Mine Improvement and New Emergency Response Act / MINER Act). Он обязывал работодателя разработать планы реагирования на ЧС при подземной добыче угля, добавил новые требования, относящиеся к командам горноспасателей, к герметизации заброшенных районов и к своевременному извещению об авариях на шахтах, и дал больше возможности использовать административные штрафы.

## Современные правила
Выполнение требований безопасности и охраны труда при добыче полезных ископаемых контролируется Управлением, в котором на одного инспектора приходится 4 шахты. Инспектора тщательно проверяют угольные шахты не реже четырёх раз в год. Шахтёры могут сообщить о нарушениях и потребовать проведения дополнительной проверки. Те шахтёры, которые опасаются за безопасность выполнения работы, не могут быть наказаны, и им никак не могут угрожать потерей работы.
Работодатель должен сразу сообщать о следующих случаях:
1. о смерти сотрудника в шахте;
2. о несчастном случае, который потенциально мог привести к смерти;
3. о пропаже (entrapment) шахтёра на срок более 30 минут;
4. о незапланированном заполнении шахты жидкостью или газом;
5. о незапланированном зажигании или взрыве газа или пыли;
6. о незапланированном пожаре, который не удалось потушить за 30 минут от момента обнаружения;
7. о незапланированном возгорании или взрыве взрывчатого вещества;
8. о незапланированном обрушении кровли на уровне или выше зоны крепления в местах проведения работ или о незапланированном обрушении кровли в местах проведения работ — так, что это мешает проходу и работе вентиляции;
9. о выбросе (outburst) угля или породы — так, что это привело к эвакуации шахтёров и нарушило стабильную работу шахты на час или больше;
10. о нестабильном состоянии отстойников, терриконов, породных отвалов, которое требует принятия неотложных аварийных мер для предотвращения аварийной ситуации, или которое заставляет эвакуировать людей, или же о затоплении, об обрушении терриконов или породных отвалов;
11. о повреждении подъёмного оборудования в шахте или на склоне так, что это создаёт физическую угрозу для сотрудников, или же не позволяет использовать подъёмное оборудование более 30 минут;
12. о случаях, которые приводят к смерти или повреждению здоровья человека, не находящегося в шахте в момент наступления смерти или ухудшения здоровья[16].

Кроме того, Закон о безопасности и охране труда уполномочил Национальный институт охраны труда (NIOSH) и часть Центров по сдерживанию и профилактике заболеваний (CDC, в Министерстве здравоохранения США) разрабатывать рекомендации, позволяющие Управлению создавать обязательные для выполнения стандарты, регулирующие санитарно-гигиенические требования к добыче полезных ископаемых; проводить программы медицинского обследования шахтёров, включая флюорографию для обнаружения пневмокониоза у шахтёров, добывающих уголь; проводить исследования в шахтах; и проверять и сертифицировать средства индивидуальной защиты (включая респираторы) и контрольно-измерительное оборудование, обеспечивающее безопасность.
Проведённый Управлением статистический анализ показал, что за период с 1990 до 2004 года частота несчастных случаев (отнесённая к общему числу работающих или к количеству отработанных часов) по сравнению с тремя предшествующими десятилетиями сократилась больше чем в полтора раза, а число несчастных случаев со смертельным исходом — на две трети.
27 января 2012 года в соответствии с требованиями закона Dodd-Frank Wall Street Reform and Consumer Protection Act Комиссия по ценным бумагам и биржам утвердила окончательный вариант правил, которые требуют от работодателя (covered SEC-reporting issuers that are “operator(s)” (or that has a subsidiary that is an “operator”) of a “coal or other mine”) раскрывать информацию о некоторых нарушениях требований безопасности, предписания и соответствующую информацию для всех угольных и иных шахт. Также работодатель должен представить отчёт по форме 8-К о полученных им предписаниях и уведомлениях от Управления, относящихся к его угольной или иной шахте, которую он эксплуатирует.
23 апреля 2015 года в связи с получением достоверной и точной информации о росте профзаболеваемости шахтёров, добывающих уголь в шахтах, было принято решение снизить ПДКр.з. для угольной пыли, и ужесточить контроль за запылённостью (в том числе с помощью персональных пылемеров, выдающих результат измерений в реальном масштабе времени).
Проводится работа по созданию систем беспроводной связи (через породу) с шахтёрами.